# Rhinochelys
Rhinochelys is een geslacht van uitgestorven zeeschildpadden uit het Laat-Krijt van Europa en Libanon. Het wordt door bepaalde auteurs in de familie van Protostegidae geplaatst en soms in de Desmatochelyidae.

## Geschiedenis
Het geslacht is vooral bekend van schedelfossielen, gevonden in Engeland en Frankrijk. In 1869 creëerde Harry Govier Seeley het geslacht Rhinochelys voor het exemplaar gevonden bij Barnwell, holotype CAMSM B55775, benoemd door Owen in 1851 als Chelone pulchriceps. De soortaanduiding betekent 'de schoonkop'. De geslachtsnaam betekent 'neusschildpad'. Een groot aantal exemplaren werd in 1889 zowel door Seeley als door Lydekker beschreven.

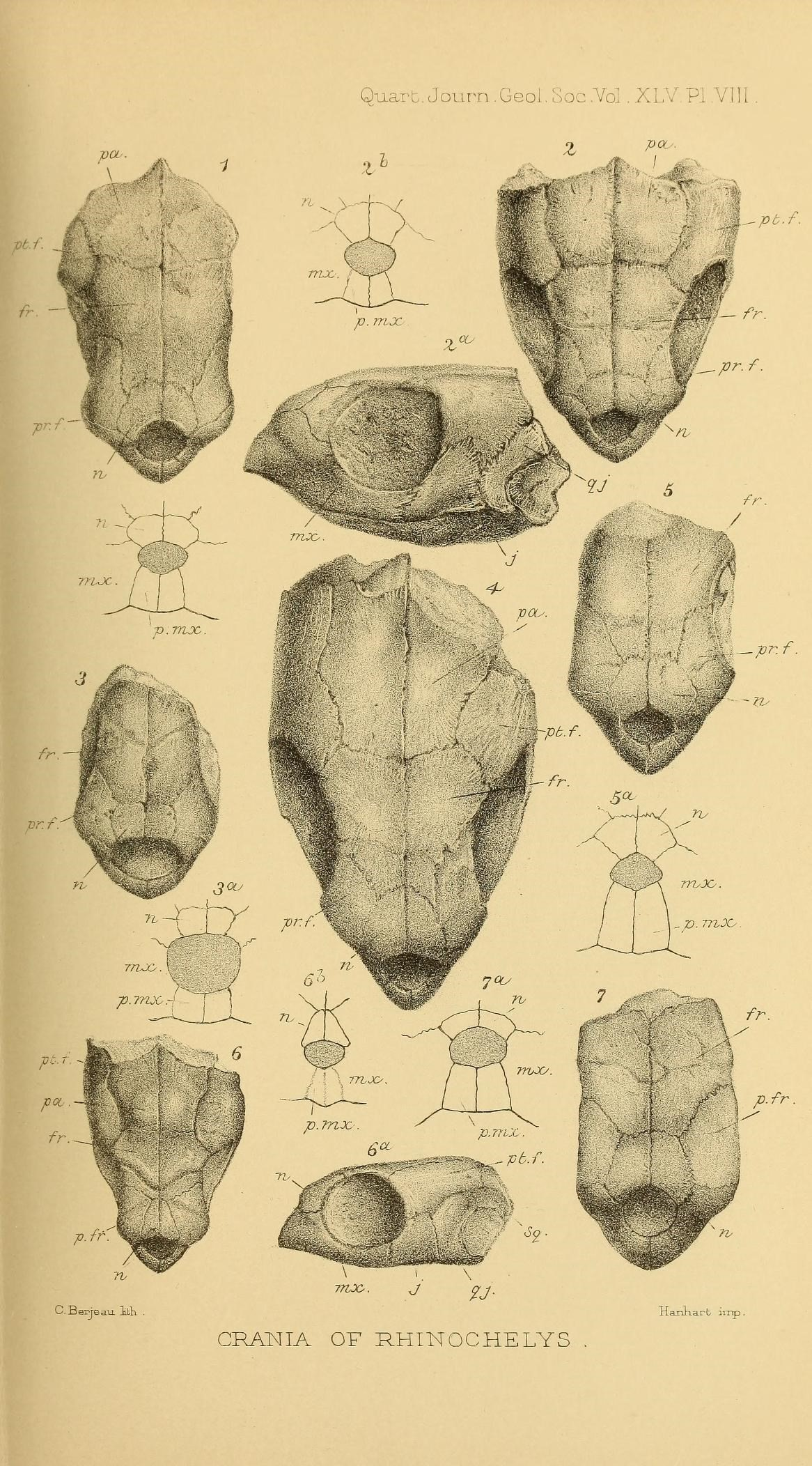
Britse schedels

In totaal zijn er meer dan twintig soorten benoemd en beschreven. Het geslacht werd herzien door Janice Collins in 1970, die een nieuwe diagnose van de soort stelde; in totaal erkende zij slechts drie geldige Engelse soorten, plus de Franse soort Rhinochelys amaberti:
- Rhinochelys amaberti Moret, 1935, gebaseerd op specimen UJF-ID.11167 dat Ren Hirayama in 1994 beschouwde als een jonger synoniem van Rhinochelys pulchriceps
- Rhinochelys cantabrigiensis Lydekker, 1889 gebaseerd op specimen BMNH 43980; = Rhinochelys jessoni Lydekker, 1889; = Rhinochelys cardiocephalus Seeley, 1869; = Rhinochelys dayi Seeley, 1869; = Rhinochelys eurycephalus Seeley, 1869; = Rhinochelys platyrhinus Seeley, 1869; = Rhinochelys rheporhinus Seeley, 1869; = Rhinochelys sphenicephalus Seeley, 1869
- Rhinochelys elegans Lydekker, 1889 gebaseerd op specimen BMNH 2226; = Rhinochelys mastocephalus Seeley, 1869; = Rhinochelys stenicephalus Seeley, 1869; = Rhinochelys brachyrhina Lydekker, 1889; = Rhinochelys macrorhina Lydekker, 1889
- Rhinochelys pulchriceps (Owen, 1851); = Chelone pulchriceps Owen, 1851; = Rhinochelys dacognathus Seeley, 1869
- Rhinochelys graptocephalus is een fossiel in slechte staat, waardoor het lidmaatschap van het geslacht Rhinochelys onzeker blijft
- Rhinochelys colognethus, Rhinochelys dimerognathus, Rhinochelys grypus, Rhinochelys leptognathus en Rhinochelys platycephalus komen allemaal overeen met gedeeltelijke overblijfselen van onderkaken; hoewel hun status onzeker is, kon Collins vaststellen dat ze niet tot het geslacht Rhinochelys behoorden.

Collins vermeldt ook de fossiele schildpad Cimochelys benstedi, die alleen bekend is door zijn pantser, maar waarvan de kop onbekend blijft, en ontdekt in dezelfde geologische formaties als Rhinochelys. Op basis van een diagnose van postcraniale kenmerken, plaatst Collins Cimochelys onder de Protostegidae, naast Chelosphargis in het bijzonder. Ze veronderstelt dat Cimochelys zou kunnen behoren tot het geslacht Rhinochelys, waarvan de postcraniale overblijfselen nog niet bekend zijn.
Deze hypothese wordt gevolgd door Hirayama, in zijn herziening van de familie Protostegidae in 1994. Hij beschouwt de vier door Collins beschreven soorten als synoniemen en brengt ze samen onder de naam Rhinochelys pulchriceps, waaraan hij Rhinochelys benstedi toevoegt: de verschillen bestaande tussen de exemplaren leek hem niet voldoende belangrijk om het bestaan van twee afzonderlijke geslachten te rechtvaardigen, hoewel voor het onderscheiden van geslachten geen algemeen erkende criteria bestaan; aangezien er echter nog geen volledige fossielen zijn ontdekt, is er geen reden om ze samen te brengen in dezelfde soort.
In 2006 werden exemplaren uit de lagerstätte van Nammoura binnen de Sannineformatie uit het Cenomanien van Libanon samengebracht om de nieuwe soort Rhinochelys nammourensis (Haiyan Tong, Hirayama, Makhoul & Escuillié, 2006) te beschrijven. De fossielen, zeer goed bewaard gebleven en bijna compleet, komen overeen met het geslacht Rhinochelys in hun craniale kenmerken, maar verschillen voldoende van Rhinochelys pulchriceps om te rechtvaardigen dat ze in een nieuwe soort apart worden geplaatst. De vorm van het pantser, ook zeer vergelijkbaar met die van Cimochelys, bevestigde de auteurs in het idee dat de twee geslachten één zouden zijn, en werd gezien als een rechtvaardiging van de geldigheid van de naam Rhinochelys benstedi.